# Eleições presidenciais na Mauritânia em 2009
As eleições presidenciais mauritanas de 2009 foram realizadas em 18 de julho.

## Mediação
O ministro de Estado, ministro senegalês dos Negócios Estrangeiros, Cheikh Tidiane Gadio, se reuniram em 18 de maio em Nouakchott no quadro da mediação do Presidente Abdoulaye Wade para encontrar uma solução consensual à crise política e institucional prevalecente na Mauritânia desde o golpe de estado de agosto de 2008. A mediação senegalesa na crise mauritana é colocada sob a égide da União Africana (UA) e beneficia do apoio de toda a comunidade internacional através da Organização das Nações Unidas. Cheikh Tidiane Gadio acompanhou, o chefe de Estado senegalês, na sua primeira visita à Mauritânia desde o golpe de estado de 2008, a fim reconciliar os dirigentes políticos mauritanos antes do pleito de 6 de junho e contestadas pela coligação favorável ao Presidente derrubado, Sidi Mohamed Ould Cheikh Abdallahi. O ministro senegalês voltou a Nouakchott para supervisionar uma segunda reunião direta dos protagonistas da crise política no país, que agrupará os apoiantes do general, que se demitiu das suas funções de chefe de Estado e militares em 15 de abril de 2009 para se candidatar à votação.

## Agendamento da data
O Mohamed Ould Abdel Aziz, ratificou o pleito para o dia 6 de junho, apesar do pedido de adiamento da mediação senegalesa e da oposição. Abdel Aziz, líder dos generais golpistas que chegaram ao poder em agosto de 2008, fez este anúncio em entrevista coletiva, depois de se reunir com a delegação mediadora formada por Cheikh Gadio, e representantes da ONU e da UA. A Frente Nacional de Defesa da Democracia (FNDD) e o Agrupamento de Forças Democráticas (RFD), principais blocos opositores, consideravam o adiamento das eleições uma de suas principais exigências para chegar a um acordo. A imprensa mauritana divulgou que, um acordo estaria prestes a ser assinado para um adiamento do pleito até o fim de julho. A oposição democrática e os partidários de Abdel Aziz, acabaram chegando num acordo em Dacar para adiar de 6 de junho para 18 de julho, e formar um Governo de união nacional até a votação.

## Candidatos e campanhas
A campanha começou em 21 de maio sem o principal favorito, o antigo chefe de Estado e da Junta, Mohamed Ould Abdel Aziz, que preferiu esperar ainda algumas horas. Os outros candidatos são o vice-presidente da Assembleia Nacional, Kane Hamidou Baba, Sarr Ibrahima Moctar e o ex-primeiro-ministro Saghair Ould M'Bareck. Falando durante na cerimônia de lançamento da sua campanha, Kane Hamidou deplorou a ausência de diálogo entre os protagonistas da crise política e institucional, além de lamentar igualmente o boicote ao pleito por parte da oposição, como a FNDD e a RFD.
O general Abdel Aziz justifica a sua decisão pela preocupação de dar oportunidade à mediação senegalesa e da UA para a crise política que o país enfrenta.

## Protestos
A tensão subiu entre o poder saído do golpe de 2008 e as forças políticas antigolpe, gerando várias manifestações simultâneas organizadas em diferentes zonas de Nouakchott e violentamente reprimidas pela polícia antimotim. Os manifestantes eram jovens, na sua maioria militantes e simpatizantes dos dois principais partidos da oposição. Eles denunciavam a agenda eleitoral "unilateral" do poder militar que prevê um escrutínio presidencial para 6 de junho. À frente destas marchas figuravam o presidente da Assembleia Nacional, Messaoud Ould Boulkheir, e o líder institucional da oposição, Ahmed Ould Daddah.
Até mesmo os deputados contrários ao golpe protestaram no dia 11 de maio em uma sessão ordinária da Assembleia Nacional contra o levante. Como consequência da manifestação, a maioria dos defensores do golpe "se retirou da sala por nossa insistência em falar sobre a crise política na qual se encontra o país", disse o opositor Abderrahmane Ould Mini, acrescentando também que tanto o RFD quanto a FNDD não tinham outro objetivo além de buscar uma solução pactuada à situação. A sessão não contou com a presença do presidente da Assembleia Nacional, Messaoud Ould Boulkheir, forte opositor do golpe, que se comprometeu a tentar impedir a realização deste pleito de 06/06/2009 de qualquer forma.

### Proibição às manifestações
A junta militar proibiu qualquer manifestação durante o período de campanha para o pleito. Reunido na capital Nuakchott em sessão ordinária, o autoproclamado Alto Conselho de Estado proibiu "toda ação voltada para perturbar a ordem pública ou causar prejuízo à segurança das pessoas e de seus bens" durante a campanha para as eleições presidenciais de 6 de junho. Antes, num comunicado, o ministro do Interior mauritano já tinha dito que todas as manifestações não relacionadas à campanha "não seriam autorizadas" e que "seus protagonistas serão expostos ao rigor da lei". A oposição aos golpistas ameaçou sair às ruas para impedir, por todos os meios, a realização desta votação.

### Prisões
Os opositores ao golpe condenaram a "detenção arbitrária" de três de seus militantes, entre eles o filho de Mesaud Ould Buljeir. "Três militantes e simpatizantes da FNDD e da RFD estão presos há 24 horas pelas forças da repressão, sem que se saiba o verdadeiro motivo", segundo a FNDD . Segundo a nota emitida pelo partido, há "informações concordantes dão conta que os três detidos sofreram torturas e que há razões para que se tema pela vida deles". Os opositores acrescentam que já faz "algumas semanas" que militantes da FNDD e da RFD mobilizados contra o golpe vêm sendo "sistematicamente detidos pela Polícia, interrogados de maneira abusiva e depois abandonados a dezenas de quilômetros da capital Nouakchott". A FNDD expressou sua preocupação pela "total" falta de informações sobre o estado de saúde dos detidos e apontou o ex-chefe da Junta Militar, Mohammed Ould Abdel Aziz, como "responsável por qualquer dano que acontecer" aos opositores presos.

## Resultados
Abdel Aziz foi eleito no primeiro turno com 52,7% dos votos. Sua tomada de posse ocorreu em 6 de agosto de 2009, marcadas para exatamente um ano após o golpe militar dado no governo, no Estádio Olímpico de Nouakchott, que teve um público médio de 7 mil pessoas. O opositor Buljeir, que obteve 16,3% dos votos, e Dadah, que teve o apoio de 13,7% dos eleitores, insistem que houve fraude no pleito e reivindicam uma comissão para investigar os resultados.
| Candidato                            | Partido                                         | Votos     | %      |
| ------------------------------------ | ----------------------------------------------- | --------- | ------ |
| Mohamed Ould Abdel Aziz              | União para a República                          | 409,024   | 52.54  |
| Messaoud Ould Boulkheir              | APP–FNDD                                        | 126,520   | 16.25  |
| Ahmed Ould Daddah                    | Comício das Forças Democráticas                 | 105,931   | 13.61  |
| Mohamed Jemil Ould Mansour           | Comício Nacional para Reforma e Desenvolvimento | 36,864    | 4.74   |
| Ibrahima Moctar Sarr                 | AJD/MR                                          | 35,553    | 4.57   |
| Ely Ould Mohamed Vall                | Independente                                    | 29,862    | 3.84   |
| Kane Hamidou Baba                    | Independente                                    | 11,542    | 1.48   |
| Saleh Ould Hanenna                   | Partido Mauritano de União e Mudança            | 11,191    | 1.44   |
| Hamada Ould Meimou                   | Independente                                    | 9,980     | 1.28   |
| Sghair Ould M'Bareck                 | Independente                                    | 1,964     | 0.25   |
| Total                                | Total                                           | 778,431   | 100.00 |
|                                      |                                                 |           |        |
| Votos válidos                        | Votos válidos                                   | 778,431   | 95.28  |
| Votos inválidos/em branco            | Votos inválidos/em branco                       | 38,543    | 4.72   |
| Total de votos                       | Total de votos                                  | 816,974   | 100.00 |
| Eleitores registrados/comparecimento | Eleitores registrados/comparecimento            | 1,265,063 | 64.58  |